# Carlsbad Caverns Wilderness
Pour les articles homonymes, voir Carlsbad.
La Carlsbad Caverns Wilderness est une aire protégée américaine située au sein du parc national des grottes de Carlsbad, au Nouveau-Mexique. Fondée en 1978, elle protège 134,05 km2 dans les montagnes Guadalupe.